# Stenodryas inapicalis
Stenodryas inapicalis är en skalbaggsart som först beskrevs av Maurice Pic 1922.  Stenodryas inapicalis ingår i släktet Stenodryas och familjen långhorningar. Inga underarter finns listade i Catalogue of Life.